# Bahnhof Traunstein
Bahnhof Traunstein vasútállomás Németországban, Bajorországban, Traunstein településen.

## Vasútvonalak
Az állomást az alábbi vasútvonalak érintik:
- Rosenheim–Salzburg-vasútvonal
- Traunstein–Ruhpolding-vasútvonal
- Traunstein–Garching-vasútvonal
- Hufschlag csomópont–Waging-vasútvonal

## Kapcsolódó állomások
A vasútállomáshoz az alábbi állomások vannak a legközelebb:
- Bahnhof Teisendorf
- Traunstein Klinikum station
- Hufschlag station
- Bergen (Oberbayern) station

## Képek

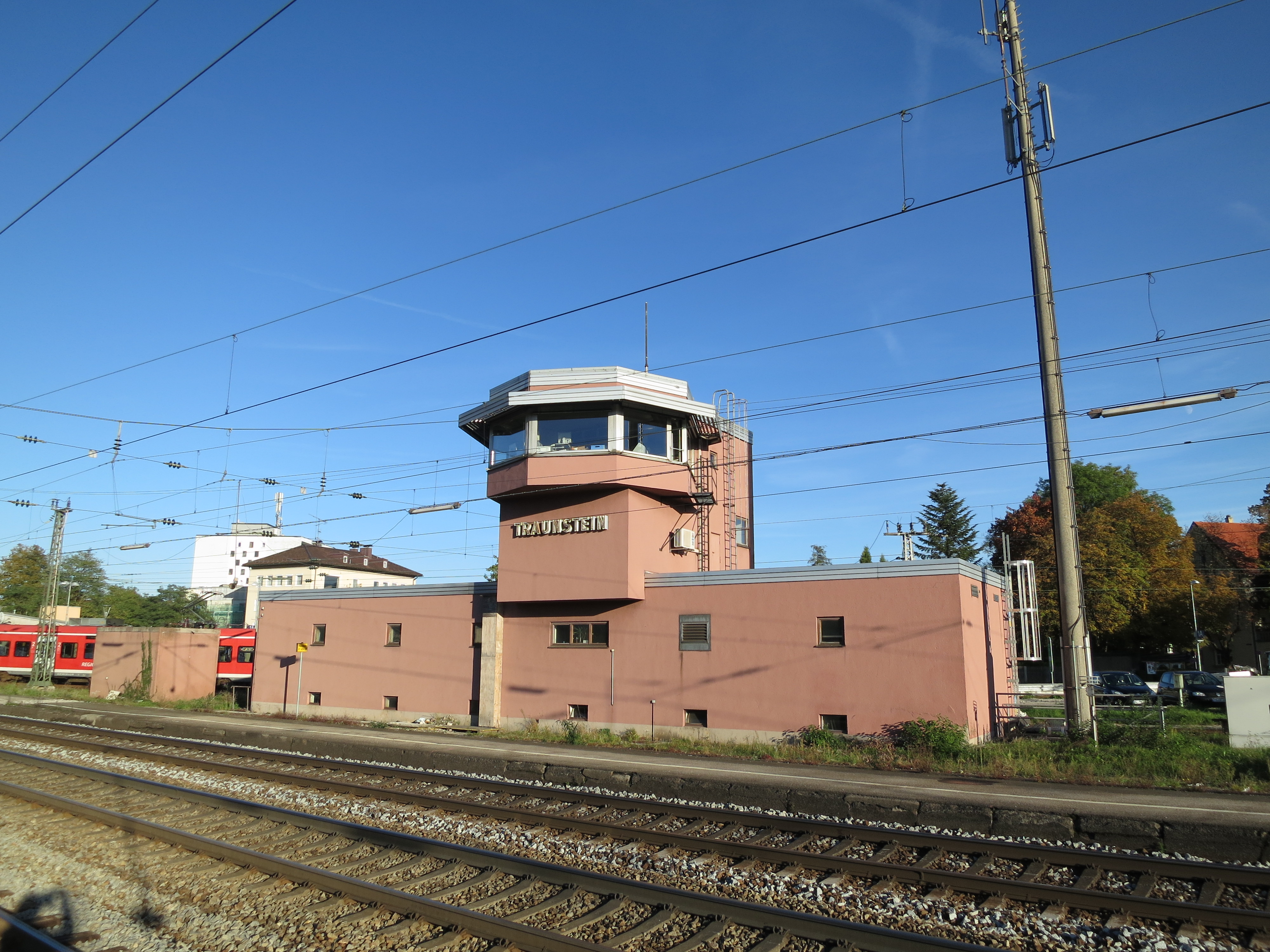
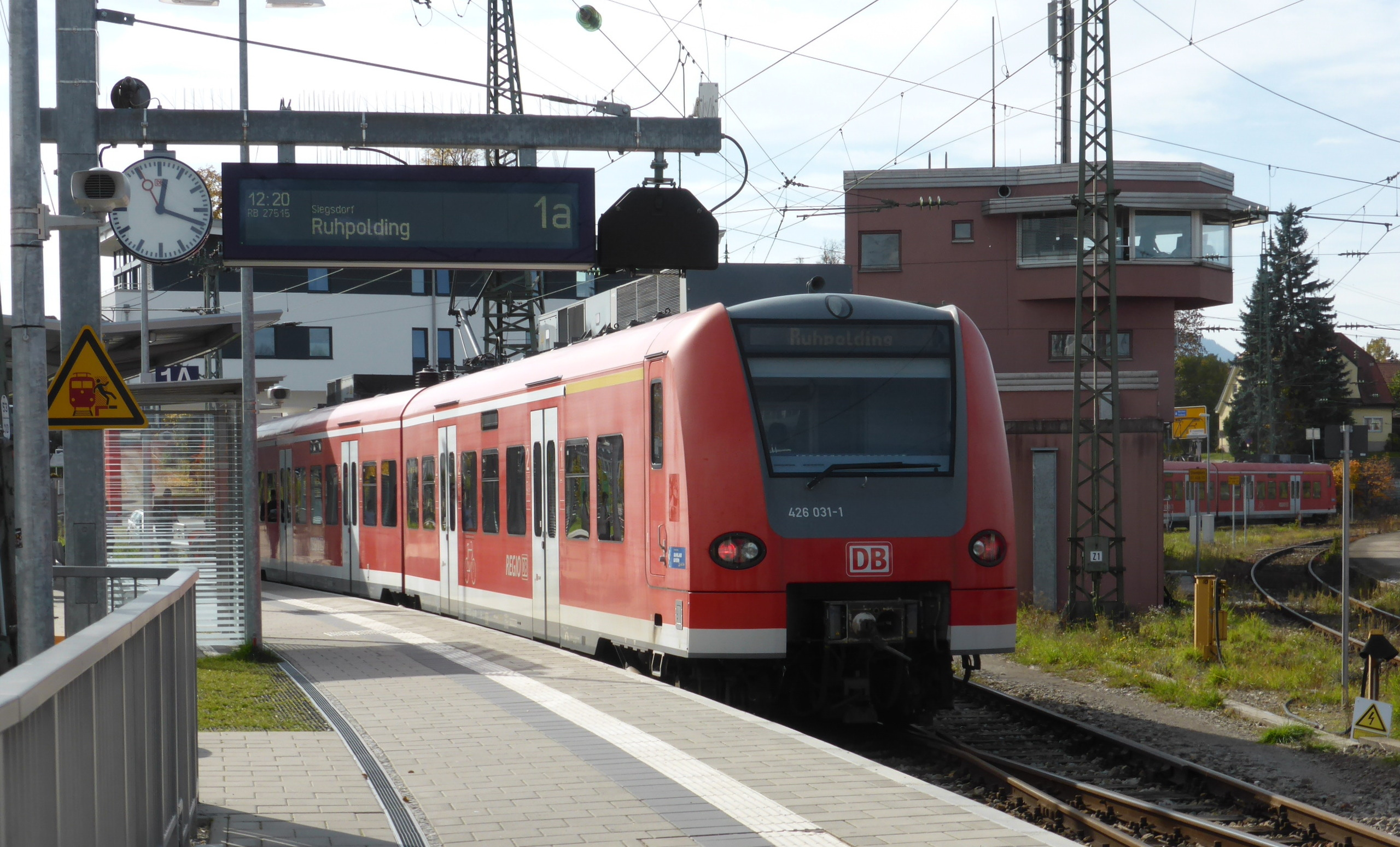
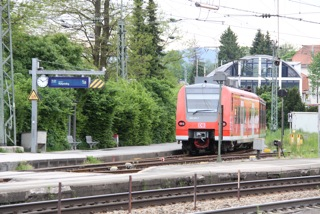
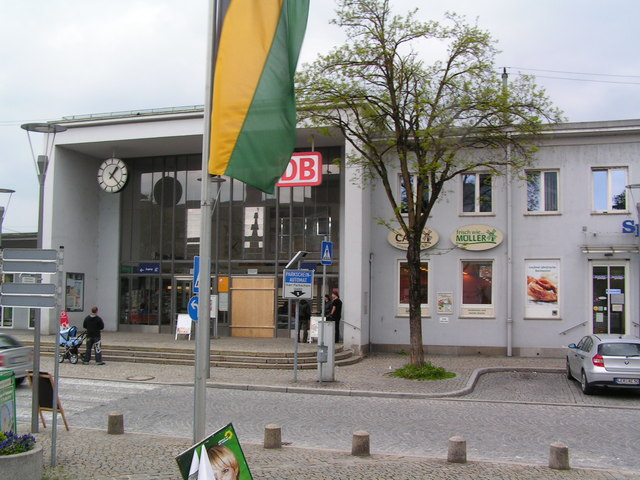

## Járatok
| Járat       | Útvonal | Útvonal | Gyakoriság                                                     |
| ----------- | --- | --- | -------------------------------------------------------------- |
| IC 26       | Königssee: Hamburg-Altona – Hamburg – Hannover – Göttingen – Kassel-Wilhelmshöhe – Würzburg – Augsburg – München Ost – Traunstein – Berchtesgaden                                              | Königssee: Hamburg-Altona – Hamburg – Hannover – Göttingen – Kassel-Wilhelmshöhe – Würzburg – Augsburg – München Ost – Traunstein – Berchtesgaden                                              | egy vonatpár                                                   |
| EC 32       | Wörthersee: (Münster (Westf) –) Dortmund – Essen – Düsseldorf – Köln – Koblenz – Frankfurt – Mannheim – Heidelberg – Stuttgart – Ulm – Augsburg – München – Traunstein – Salzburg – Klagenfurt | Wörthersee: (Münster (Westf) –) Dortmund – Essen – Düsseldorf – Köln – Koblenz – Frankfurt – Mannheim – Heidelberg – Stuttgart – Ulm – Augsburg – München – Traunstein – Salzburg – Klagenfurt | egy vonatpár                                                   |
| IC 60       | Karlsruhe – Stuttgart – Ulm – Augsburg – München – Traunstein – Salzburg | Karlsruhe – Stuttgart – Ulm – Augsburg – München – Traunstein – Salzburg | bizonyos vonatok                                               |
| RJ/IC/EC 62 | Frankfurt – Heidelberg – | Stuttgart – Ulm – Augsburg – München – Traunstein – Salzburg (– Klagenfurt / Graz / Linz) | kétóránként                                                    |
| RJ/IC/EC 62 | Saarbrücken – Mannheim – | Stuttgart – Ulm – Augsburg – München – Traunstein – Salzburg (– Klagenfurt / Graz / Linz) | kétóránként                                                    |
| RB          | Traunstein – Ruhpolding | Traunstein – Ruhpolding | óránként                                                       |
| RB          | Traunstein – Hörpolding – Traunreut | Traunstein – Hörpolding – Traunreut | óránként                                                       |
| RB          | Mühldorf (Oberbay) – Garching (Alz) – Trostberg – Hörpolding – Traunstein | Mühldorf (Oberbay) – Garching (Alz) – Trostberg – Hörpolding – Traunstein | bizonyos vonatok                                               |
| RB          | Traunstein – Waging | Traunstein – Waging | óránként (hétfőtől péntekig) kétóránként (szombat és vasárnap) |
| M           | München – Rosenheim – Prien a Chiemsee – Traunstein – Freilassing – Salzburg | München – Rosenheim – Prien a Chiemsee – Traunstein – Freilassing – Salzburg | óránként                                                       |
| M           | München – Rosenheim – Prien a Chiemsee – Traunstein | München – Rosenheim – Prien a Chiemsee – Traunstein | négy vonatpár                                                  |